# Etcher
balenaEtcher — свободное программное обеспечение с открытым исходным кодом, предназначенное для записи файлов образов дисков, таких как .iso и .img, а также архивов для создания LiveUSB флэш-накопителей. Разработано balena.io (ранее resin.io), и распространяется под лицензией Apache 2.0. balenaEtcher был разработан с использованием Electron и поддерживает Windows, macOS и Linux.

## Возможности
balenaEtcher используется в основном вместе с графическим интерфейсом, но также есть версия для командной строки.
Будущие запланированные возможности включают поддержку постоянной памяти, позволяющую использовать USB флеш-накопитель в качестве жёсткого диска, а также поддержку записи нескольких загрузочных разделов на один USB флэш-накопитель. 